# Wheels India
Wheels India Limited ist ein Automobilzulieferer mit Sitz in Chennai (Indien). Er ist Teil der TVS Group.

## Geschichte
Das Unternehmen wurde 1960 als Joint Venture mit Dunlop gegründet. Im Jahr 1962 begann die Produktion von Lastwagenrädern, im Jahr 1966 (oder 1965) die Herstellung von Pkw-Rädern. Weitere Produkte waren Traktorenräder (ab 1968) und Speichenräder (ab 1982). Ein weiterer Ausbau des Produktangebots erfolgte 1986 mit Luftfederung (Markenname Wilride). 1988 kamen schlauchlose Lkw-Reifen hinzu. Zu den neueren Produkten zählen geschmiedete Aluminiumräder(seit 2004) und Energieanlagen (seit 2010).
Zu den Kunden von WIL bei den Baumaschinen zählten seit 1974 Hindustan Motors und seit 1993 CAT. WIL wurde als Zulieferer unter anderem von Ford (2005), Maruti Suzuki (2006) und Toyota (2007) ausgezeichnet. Weitere Kunden von WIL sind Hyundai, Tata, John Deere, Komatsu, Case New Holland, Leyland, Tafe und Suzuki.
WIL hat Produktionsanlagen in Padi (seit 1962), Rampur (seit 1982), Pune (seit 1997 oder 1998), Bawal (seit 2006), Sriperumbudur (seit 2007), Pantnagar (seit 2009) und Deoli (Baumaschinen, seit 2010).
WIL ist zu 74 % an seiner Tochtergesellschaft WIL Car Wheels und zu 9,51 % an Axles India beteiligt. Zu den Gesellschaftern von WIL gehörten 2018 TVS & Sons (20,41 %),  Titan Europe  (34,23 %) und Sundaram Finance (11,08 %) und Southern Roadways (9,28 %).